# غاو-آلغسهايم
غاو آلغسهايم (بالألمانية: Gau-Algesheim) هي بلدة ألمانية تقع في ألمانيا في راينلند بالاتينات.  يقدر عدد سكانها بـ 6,415 نسمة .

## المدن التوأمة
مدن Caprino Veronese، Neudietendorf، Stotternheim و سوليو ‏ هي مدن توأمة لـغاو آلغسهايم.